# トランスフォーマー ザ☆ヘッドマスターズ
『トランスフォーマー ザ☆ヘッドマスターズ』（Transformers: The Headmasters）は、『トランスフォーマー』シリーズのアニメ作品第3弾で、前作『戦え!超ロボット生命体トランスフォーマー2010』の日本版の続編。1987年（昭和62年）7月3日 - 1988年（昭和63年）3月28日まで日本テレビで放映。全38話。

## 概要
（日本国内における）トランスフォーマーのアニメシリーズとしての第3作目。海外アニメの吹き替え版だった前作までの設定を引き継いで作られた、日本オリジナルの作品である。前作までと比べて、オープニング・エンディングを含めて、いわゆる日本製アニメのような作風に変わった。ストーリーは前作の直接の続編であり、続けて登場するキャラクターも多いが、声優が前作から大きく差し替えられている。また海外（特にアメリカ）では規制によりアニメなどに「死」を取り入れることができないという事情があったが、本作品では制作が日本なこともあり、過去2作の海外アニメならではの軽快なテンポで進行するドラマとは裏腹に、『トランスフォーマー ザ・ムービー』と同様で死生観をテーマにしたウェットなドラマが展開された。
シリーズ構成の藤川桂介によると当初は続編ではなく、世界観をリセットする予定だったが、諸般の事情から頭の部分は海外の設定を取り入れて製作された。また多数のキャラクターを使い切ることが出来なかったと語る。
ストーリーの主軸となるヘッドマスターズに加え、ビークルからロボットに変形する従来の「トランスフォーマー」のスタイルを発展させた様々なバリエーションを持ったキャラクターが登場する。玩具展開においてもその多様化が顕著だった。
海外では同時期に『トランスフォーマー ザ・リバース』が展開された。登場するキャラクターはほとんど同じだが、ストーリーが大きく異なるパラレルワールドとしての位置付けであり、その後の日本で製作された作品とは全くの接点を持たない。
場面転換『エンブレムターン』は本作品でも健在だが、セル画になっている。またこれとは別演出の場面転換シーンの方が多用され、回によっては1度しか使われないこともある。

## ストーリー
400万年前、戦乱の続く故郷「セイバートロン星」を離れ、平和な新天地を求め旅立つ者が多くいた。その中に「マスター星」と呼ばれる惑星に不時着した者たちがいた。この惑星の自然環境はあまりに過酷であり、彼らはそれに耐えるべく独自の進化を遂げた。その彼らこそが、「ヘッドマスターズ」である。
そして『2010』の翌年、西暦2011年から物語は始まる。マスター星を追放されたスコルポノックたちがガルバトロンが指揮を執るデストロン軍団に加わる一方、同じくマスター星から彼らを追い戦艦マキシマスでセイバートロン星へとやって来たフォートレスたちがサイバトロン戦士として加わり、戦いが再開された。
やがてサイバトロン総司令官はロディマスコンボイからフォートレスへと移る一方で、新破壊大帝ガルバトロンの滅亡と共にスコルポノックがデストロンリーダーとしての実権を握り、自らを恐怖大帝メガザラックと名乗る。
全宇宙を支配しようと企むデストロン軍団とそれを阻止せんとするサイバトロン戦士との戦いが、壮大な宇宙を舞台に繰り広げられる。

## 登場人物

### サイバトロン

#### サイバトロンヘッドマスター
本来の姿である小型ロボットのヘッドマスターが頭部に変形し、ビークルから胴体に変形したトランステクターに合体（ヘッドオン）して標準サイズのトランスフォーマーとして行動する新戦力。ヘッドオン状態による本体への負担はほとんどないらしく、普段からヘッドオン状態で行動し、他のトランスフォーマーたちと同じ目線でコミュニケーションを取っている。彼らならではのクロスヘッドオンと呼ばれる戦法があり、クロームドーム、ハードヘッド、ハイブロウ、ブレインストームたちは頭部を入れ替えることによって様々な戦況を切り抜ける手段であるだけでなく、突発的なパワーを出すことも可能となる。4人で円陣を組むことでエネルギーを放射するヘッドフォーメーションを繰り出す。トランスフォームする際には「トランスフォーム、ダッシュ」と叫ぶ。
攻撃指揮官 クロームドーム（ヘッドマスター：スタイラー/クローム）
声 - 堀秀行
本作の実質的な主人公。サイバトロンヘッドマスターのリーダー。年齢は人間で16～18歳ぐらい。正義感が強いが、ほぼ血の気の多い直情型で、一人で突っ走ることが多い。幼い頃よりコンボイに憧れており、心から尊敬している。パワーカーにヘッドオンする。シックスショットとはライバル関係にあり後半では決闘をした。趣味はイラストを描くこと。武器は2丁のクロームレーザー。必殺技は「レーザー殺法」。
金田益実によると、性格のモデルは宇宙戦艦ヤマトの古代進。
海外版の設定では技術畑の人材で役職も"COMPUTER PROGRAMMER”であり、国内版でも最初期のカタログでは「情報管理員」と表記されていた。
地上攻略員 ハードヘッド（ヘッドマスター：ロス）
声 - 平野正人
パワフルな戦士だが普段は温厚な性格。年齢は人間で16～18歳ぐらい。右肩のハードキャノン、2丁のハードレーザーと、射撃武器が多いが接近戦が得意である。クロームドームとコンビを組んでの行動が多いが、失敗に終わることが多い。自然を愛する。趣味は歌で、ツインキャストのカラオケで歌うことが好き。戦車にヘッドオンする。必殺技は「ハンマー投げ」。
電子戦闘員 ハイブロウ（ヘッドマスター：ゴーター）
声 - 小林通孝
4人の中で冷静で理知的。年齢は人間で16～18歳ぐらい。戦闘は苦手。血気に逸るクロームドームのブレーキ役でもある。また、クロームドームとハードヘッドが無茶な行動に出てピンチに陥った際、ブレインストームと2人で救助に向かうことが多い。趣味は勉強と読書。発明が得意で、ダニエルのチャレンジブラスターを開発した。頭が良く、データの解析を担い、中盤ではメガザラックの弱点の調査を任されていた。並列ローター式のヘリコプターにヘッドオンする。武器は2丁のブロウライフル。必殺技は「地獄突き」。
光子破壊員 ブレインストーム（ヘッドマスター：カーナ）
声 - 田中亮一
4人の中では大人びており、クールな性格。年齢は人間で16～18歳ぐらい。クロームドームとは親友だが気障なニヒルで戦いに美学を求め、剛に頼った戦い戦闘を否定するため、熱くなりがちなクロームドームたちと衝突したこともあった。趣味はゲーム。光速ジェット機に変形。武器は2丁の光子パルス砲。必殺技は「真空切り」。
総司令官フォートレス（ヘッドマスター：セレブロス）
声 - 沢木郁也
第2話から登場。ロディマスコンボイの任命でサイバトロンの指揮権を委ねられ、新たな総司令官となる。宇宙航行可能な戦艦兼基地であるマキシマスの艦長で、司令官に任命されるまではキャップと呼ばれていた。後述するフォートレスマキシマスにヘッドオンする際にその頭部に変形するトランステクターを持ったヘッドマスターであり、変形した状態で戦艦マキシマスのコックピットにて指揮を執ることもある。同じヘッドマスターの4人とは違って劇中では常にヘッドオン状態のフォートレスで日常生活を行い、トランステクターと本体が分離した描写は回想シーンを除いて描かれていない。
冷静沈着で思慮深いが、無駄な戦いを避ける平和主義者のためやや慎重になりすぎる面もあり、また自らは前線に出ることも少ない。その性格や資質から彼はお世辞にも司令官に向いた人物とはいえないが、血の気の多いクロームドームだけでなく、ベテラン戦士のブランカーらターゲットマスターを信頼し重用するなど本人もまたそれを自覚し補おうとしていたようである。ダニエルに対してはスパイクに代わり父親のように振る舞う。
フォートレスマキシマス
第13話から登場。フォートレスがマスター星で採掘される鉱石、Gメタルで生成されたマスターソードにより、戦艦マキシマスにヘッドオンして完成する身長3,000mの超巨大トランスフォーマー（ビッグモード）。シリーズの中では最も巨大かつ圧倒的な強さを誇る総司令官である。しかしトランスフォーム出来るのは頭脳力と行動力の二つが互いに一致した時のみであり、さらに膨大なエネルギーを必要とするために何度もトランスフォームすることは不可能である。そのため、フォートレス自身も本当に窮地に陥るまでトランスフォームを躊躇しており、無条件に変形できるメガザラックに対しては何度も苦戦を強いられている。

#### サイバトロンターゲットマスター
第27話から登場。フォートレスの下に集まった歴戦のサイバトロン。プラズマエネルギー爆発の影響でマスター戦士と合体する能力を得て誕生した奇跡の戦士たち。「ターゲットオン」のかけ声と共に、銃に変形したパートナーが片腕にドッキングする。また、ビークルモードでも車体に武器としてドッキングする。
当初はホットロディマス、ブラー、チャーが再登場してターゲットマスターに加わり、ロディマスがリーダーとなる予定があったが、取り止めとなった（海外では実際の玩具が販売された）。
陸上攻撃員 ブランカー
声 - 幹本雄之
サイバトロンターゲットマスターのリーダー。スーパーカーに変形し、パートナーはピースマンで、ソニックブラスターに変形する。多くの厳しい戦いを潜り抜けてきたベテラン戦士で、自身を歴戦の戦士と称する。非常な決断を求めることもあるが、実際は誰よりも情に熱い。口の悪さに加え、クロームドームら若き戦士に対しては嫌味をいうこともあったが和解する。かつて、コンボイの下にいたことがある。
射撃員 サーショット
声 - 佐藤正治
スペースバギーに変形し、パートナーはスポイルで、レーザーキャノン砲に変形する。正確な射撃に自信がある。軍師的な発言をする。
迫撃員 クロスヘアーズ
声 - 大塚芳忠
バギーに変形し、パートナーはポインテックで、グレネードランチャーに変形する。気配りがあり注意深く、3人の中では作戦の提案役となっていた。日頃の鍛錬に余念がない。
スナイパー アートファイヤー
漫画版のみに登場。消防車に変形し、パートナーはフラカスで、スペースビーム砲に変形する。玩具は日本のみで販売され、本体はインフェルノ、パートナーは日本未発売のターゲットマスター版スカージからの流用。
連射員 ステッパー
漫画版のみに登場。ポルシェ935に変形し、パートナーはナイトスティックで、火炎キャノン砲に変形する。玩具は当時日本のみで販売され、本体はマイスター、パートナーは日本未発売のターゲットマスター版サイクロナスからの流用。後にタカラ・ハスブロの両社から復刻版が発売された。

#### トレインボット
日本の列車に変形する日本生まれの輸送部隊。6体がトレインモードで連結して、列車形態で宇宙を航行できる。外宇宙探査に飛んだオメガ・スプリーム、スカイリンクスに代わり、サイバトロン戦士を輸送する。初期設定での名称はトレイルボット。
初めは、自分たちの任務を「遊び」と見抜かれたサイバトロンヘッドマスターと張り合っていたが、戦いに通じて対立を超えて徐々に打ち解けた。
光速指揮官 ショウキ
声 - 野田圭一
トレインボットのリーダー。年齢は人間で23歳くらい。ユキカゼとは兄弟である。0系新幹線に変形。マッハレーザーが武器。ライデンに合体する際には、頭部と胸部に変形する。列車形態では1番前に連結する。
初期設定での名称はマッハ。
夜間戦闘員 ゲツエイ
声 - 岡和男
夜間活動が得意であるが、昼間はボーッとしていることが多い。戦闘では先陣を切って戦いに赴く。年齢は人間で20～25歳くらい。ライデンに合体する際には、右脚に変形する。列車形態では前から3番目に連結する。
初期設定での名称はナイト。
豪雪戦闘員 ユキカゼ
ショウキの弟。年齢は人間で15歳ぐらい。200系新幹線に変形。ショウキとの訓練は相撲で行い、デストロンを欺いたこともある。スノーレーザーが武器。ライデンに合体する際には、左脚に変形する。列車形態では最後尾に連結する。
初期設定での名称はスノー。
原野戦闘員 スイケン
声 - 田中和実
経験豊富なベテラン戦士。年齢は人間で45歳ぐらい。ゲツエイとの連携を得意とする。ダイナザウラーを投げ飛ばすほどの怪力を誇る。東海型153系急行に変形。ストームレーザーが武器。ライデンに合体する際には、左腕と右脇腹に変形する。列車形態では前から2番目に連結する。
初期設定での名称はストーム。
山岳戦闘員 セイザン
山中での戦いを得意とする戦士。年齢は人間で30歳ぐらい。L特急485系特急に変形。ブレインレーザーが武器。ライデンに合体する際には、右腕と左脇腹に変形する。列車形態では前から4番目に連結する。
初期設定での名称はプレイン。
重機動戦闘員 カエン
声 - 佐藤正治
勇敢なパワータイプの戦士。パンチ力があり、アニマトロン部隊を上回る。年齢は人間で35歳くらい。自分の姿に誇りを持っている。DE10形ディーゼル機関車に変形。パワーレーザーが武器。ライデンに合体する際には、腹・腰から脚の付根にかけてと頭に変形する。列車形態では前から5番目に連結する。
初期設定での名称はパワー。
重連合体戦士 ライデン
声 - 野田圭一
トレインボットが合体した姿。時間に正確な働き者。格闘戦が得意。同じ6体合体であるデバスターを嫌い、プレダキングをライバル視している。武器はレーザーサーベル、トレインバズーカ、脚部のレッグビーム。
初期設定での名称はグランドライナー。

#### 二重スパイ
ダブルスパイ（サイバトロンモード時：スペースパンチ / デストロンモード時：カウンターパンチ）
声 - 佐藤正治
第16話から登場。ツインキャストの部下。デストロンに潜入するスパイ。車のビークルモードとサイバトロンとデストロンの双方のロボットモードにトランスフォームが可能。宇宙の情報屋という肩書きでデストロンに潜入し、スパイとしてサイバトロン側に様々な情報を促す。孤高な雰囲気を持つ冷静な性格だが、トランスフォームしているロボットモードがどちらに変形しているか困惑することがある。ビークルモード時は所属マークを隠している。武器は、スペースパンチの時は2連式追撃砲、カウンターパンチの時は光電子砲。

#### ファイアーボット
第5話から登場。3体のモンスター型戦士。いずれも口から吐く火炎攻撃を得意とする（玩具では火花を出すギミックが付いた）。ビーストフォーマーの住むビースト星を守るため星に残ったが、後に合流している。
火炎攻撃員 ダブルクロス
声 - 池水通洋（右の頭）、戸谷公次（左の頭）
双頭竜に変形。二人分の心を有するが、二つの首の考えがバラバラのため、うまく行動できないでいる。武器はクロスライフル、クロスファイヤー。
火炎戦略員 グロテス
翼の生えたサーベルタイガーに変形。自らの姿に恐れを抱く。武器はグロテスキャノン、グロテスファイヤー。
潜伏員 リパッグ
昆虫型のモンスター（初期設定書にはゴキブリとも表記）に変形。用意周到な面もある。武器はクレージーガン、リパッグファイヤー。ビースト星を住みやすそうな星と気に入っている。また作中ではビーストフォーマー解放の際、デストロン基地よりメガザラックの設計図を発見した。
日本では玩具は「ビーストフォーマー」の懸賞品扱いだったが、後にロボットポイントによる通信販売が行われた。

#### クローンボット
同型のロボット2体がそれぞれ違うメカに変形する。二人同時に喋ることが多い。クローントロンとは親友以上の仲間だったが、ガルバトロンのせいで絶縁になってしまう。
地上戦士ファーストレーン
声 - 岡和男
第23話から登場。スペースカーに変形。ソニックライフルが武器。
空中戦士クラウドレーカー
声 - 山口健
第23話から登場。スペースジェットに変形。レッドライフルが武器。

#### ヘッドマスター・ティーンズ
トランステクターを持たないマスター戦士たち。
カーク
声 - 田中和実
第31話に登場。クロームドームの親友。ヘッドマスターたちとともにデストロン全滅計画を画策するが失敗に終わる。撃墜されるが、無事に生還していた。
アニメと玩具では色が大幅に異なる。
ロドニー
ローファー
リオーネ
ライオン型のマスター戦士。
トライザー
トラ型のマスター戦士。第28話にモブキャラクターとして登場。
シャフラー
ゾウ型のマスター戦士。

#### 前作より登場するキャラクター（サイバトロン）
サイバトロン長官コンボイ
声 - 玄田哲章
ベクターシグマの異変にセイバートロン星へ単身調査に出向き、ベクターシグマを制御するために自らが犠牲となった。総集編である36話のナレーションも担当。
総司令官ロディマスコンボイ
声 - 石丸博也
前作と同様、サイバトロンの総司令官。当初はマトリクスのエネルギー補充のために元の姿ホットロディマスに戻っていたが、サイバトロンの長老・アルファートリンのスパークでマトリクスが復活し、ロディマスコンボイに返り咲く。コンボイ亡き後、引き続き総司令官としてフォートレスたちサイバトロンヘッドマスターと共闘するが、セイバートロン星爆発を機に指揮権をフォートレスに譲り、チャーとブラーを連れて新天地を求め旅立つ。前作での経験とコンボイの死を二度も目の当たりにしたゆえか、前作より司令官としての責任感はついた模様。ホットロディマス時はドラッグカー風のスーパーカー、ロディマスコンボイではキャンピングカーに変形する。総集編である第37話のナレーションも担当。
シティコマンダー ウルトラマグナス
声 - 大塚芳忠
メトロフレックスのシティーコマンダー。キャリーカーに変形する。フォートレスたちが宇宙に出ている中、地球にシックスショット率いるデストロンが襲来した際、シックスショットと一対一の戦いを挑むが7番目の形態「ウイングウルフ」によって戦死する。死後、メトロフレックスの計らいにより地球で埋葬された。
戦士チャー
声 - 阪脩
経験豊かなベテラン戦士。フォートレスとは古い友人である。サイバトロンの知恵袋としてロディマスコンボイを支え、また、若き戦士たちの指導の立場にあるようでもある。セイバートロン星の爆破後、ロディマスと共に旅立つ。変形はピックアップトラック型スーパーカー。
情報員ブラー
声 - 山口健
臆病で神経質な性格のせいか早口で落ち着きがないが、任務は着実にこなす優秀なサイバトロン情報員。ただし、今作では臆病な面ばかりが目立つようになった。セイバートロン星の爆破後、ロディマスと共に旅立つ。スーパーカーに変形。
女性戦士アーシー
声 - 川浪葉子
ウーマン（女性型）サイバトロン。優しく勇敢な性格である。スーパーカーに変形する。本作品ではロディマスたちが去ってゆく中、フォートレスの秘書的存在になる。サイバトロンヘッドマスターにとっては憧れの存在である。
サバイバリスト ウィーリー
声 - 小宮和枝
ダニエルと仲が良いサバイバリスト。パチンコと相手を逆撫でする口の悪さが武器である。前作同様、常に二人で行動し、トラブルを起こすことが多くなった。スーパーカーに変形。
副官マイスター
声 - 平野正人
コンボイの副官。セイバートロン星にてコンボイの護衛として活躍し、コンボイが倒れた後はスクランブルシティにてウルトラマグナスをサポートした。ポルシェ935に変型。
サイバトロン・オートボット
乗用車に変形するサイバトロン戦士たち。ウルトラマグナスの指揮の下でスクランブルシティを警備している。地球での戦いに登場。
ハウンド（声 - 小林通孝）、プロール、ランボル、サンストリーカー、インフェルノ、トラックス、スモークスクリーンが登場。
スクランブルシティー メトロフレックス
声 - 阪脩
防衛都市スクランブルシティから移動要塞に変形し、ロボット形態では身長1,000mに達する大型トランスフォーマー。その巨躯と戦闘力に反し控えめな性格だが、本作品ではシックスショットに対しウルトラマグナスの復讐に燃えるなど熱い一面を見せるようになった。
通信員ブロードキャスト（第4話からツインキャスト）
声 - 難波圭一
カセットボットのリーダー。詳細はカセットボットを参照。
カセットボット部隊
ブロードキャスト（ツインキャスト）の胸のケースに収納される、カセットテープから変形する小型ロボット。
ブロードキャストとの信頼は元より厚く、ツインキャストとしての復活に大いに喜んだ。また、彼らはターゲットマスターの言葉が分かる。詳細はカセットボットを参照。
ダイノボット部隊
全員が恐竜型ロボットにトランスフォームする。序盤、デストロン軍団のセイバートロン星襲撃時に登場。詳細はダイノボットを参照。
トリプルボット部隊
3つの形態に変形できる戦士たち。普段はスクランブルシティに待機している。詳細はトリプルボットを参照。
スロットルボット部隊
小型のサイバトロン戦士たち。詳細はスロットルボットを参照。
エアーボット部隊
サイバトロンの航空戦力。5体が合体してスペリオンになる。エアーボットを参照。
プロテクトボット部隊
災害救助活動を主な任務とする。全員が救助メカに変形する。5体が合体してガーディアンになる。詳細はプロテクトボットを参照。
テックボット部隊
全員がハイテクメカから変形する。5体が合体してコンピューティコンになる。詳細はテックボットを参照。

#### その他のサイバトロン
オペレーター
声 - 大倉正章
第7話に登場。惑星プラウムの前線基地を警備していた兵士。デストロンヘッドマスターズにより全滅させられるが、ワイプの催眠術により偽の情報を通信させられる。
アベル
第8・28話に登場。クロームドームの旧友。マスター星のエネルギー鉱山に現れたシックスショットを追い返そうとするが、殺されてしまう。
偵察員
声 - 佐藤浩之
第9話に登場。セイバートロン星を守るサイバトロン警備隊の隊員。同型が多数存在する。セイバートロン星を襲撃したデストロンと代わりに戦うが、大半が倒される。
ジャック
第28話に登場。マスター星で防衛任務についていたクロームドームの旧友。過去、ヘッドマスターになる訓練に耐え切れずに落ちこぼれて脱落し、そのことにコンプレックスを抱いていたが、クロームドームの励ましにより和解。その後、マスターソードの秘密を聞き出そうとしたシックスショットに拉致される。拷問にかけられた後、ワイプにより洗脳され、マキシマス破壊のために体内に時限爆弾をセットされるが、クロームドームの手により撃たれ一時的に正気を取戻し、クロームドームにデストロンがフォートレスの秘密を狙っていることを伝える前に自爆して散った。
情報員
声 - 竹村拓
第34話に登場。地球サイバトロン基地の情報員。デストロンの残党により豪華客船が沈没したことを伝える。

### デストロン

#### デストロンヘッドマスター
ヘッドマスターが頭部に変形し、動物メカから変形するトランステクターと合体（ヘッドオン）する。
戦闘指揮官 ウィアードウルフ（ヘッドマスター：モンゾ）
声 - 森功至
デストロンヘッドマスターのリーダー。年齢は人間で25歳ぐらい。剣術の使い手で地上戦が得意。ハンティングを趣味とする冷血漢。スカルとワイプには兄貴と慕われて、他の仲間からは「ウルフ」とも呼ばれる。状況に流されやすい2人と比べ、誇り高くいかなる時も戦士として行動する。オオカミにヘッドオンする。武器はウルフガンとテールサーベル。必殺技は「回転切り」。
湿原兵 スカル（ヘッドマスター：グラックス）
声 - 戸谷公次
暴れ者で水中戦が得意。年齢は人間で20～23歳ぐらい。頭はあまり良くなく、物事を勘違いしたりとぼけたりしては仲間に突っ込まれている。趣味は食事。ワニにヘッドオンする。武器はスカルレーザーとテールサーベル。サーベルからは光線を発射可能。必殺技は「卍固め」。
催眠術兵 ワイプ（ヘッドマスター：ボラス）
声 - 龍田直樹
「こうもり、あまもり、おりたたんでワイプ」という呪文による催眠術を得意とし、敵を戦意喪失させたり、自白に用いたりする。後に呪文のバリエーションが増える。また、パイロット版では「フンガーホ、フガホ」と唱えていた。年齢は人間で20～23歳ぐらい。臆病な性格で、コウモリにヘッドオンするが、コウモリが苦手という一面も。相手の神経を麻痺させるワイプスネークガンが武器。趣味は魔術やホラー関係のものを集めること。必殺技は「催眠拳」。
玩具ではアニメと違い背部の羽が逆になっている。
恐怖大帝メガザラック（ヘッドマスター：スコルポノック）
声 - 銀河万丈
スコルポノックは第7話から､トランステクターと合体したメガザラックは第15話から登場。詳細はメガザラックを参照。

#### ホラートロン
ロボット・ジェット機・動物メカの3つの形態を持つヘッドマスター。動物メカに変形する際には、頭部も動物メカ用の頭部に変形してヘッドオンする。かつて、マスター星を他のデストロンヘッドマスター共々追い出されたが、3つの形態を持つトランステクターを完成させ、デストロンに加入する。デストロンヘッドマスターズとは仲が良くないらしい。
戦闘兵エイプフェイス（ヘッドマスター：スパズマ）
声 - 幹本雄之
第18話から登場。ゴリラ・ジェット機に変形するトランステクターにヘッドオンする。ゴリラ形態時には胸板を叩いて大きな音を出し不快感を与える。電気シールドと半自動音響ブーム銃が武器。
攻撃兵スナップドラゴン（ヘッドマスター：クランク）
声 - 岡和男
第18話から登場。ドラゴン・ジェット機に変形するトランステクターにヘッドオンする。2基のバランス破壊用ジャイロ銃が武器。

#### デストロンターゲットマスター
サイバトロンターゲットマスターと同じ経緯で誕生。マスター戦士たちを悪の心で支配している。
当初はサイクロナス、スカージがターゲットマスターに加わり、サイクロナスがリーダーとなる予定があったが取り止めになった（海外では実際に玩具が販売された）。
速射兵 スラッグスリンガー
声 - 山口健
第27話から登場。デストロンターゲットマスターのリーダー。実戦の経験に富んでいる。卑怯で相手を後ろから撃つことを好む。エリート意識が強く、ウィアードウルフを見下している。ダブルジェットに変形。パートナーはキャリバーストで、マシンガンに変形する。またブラスターも装備している。
ガンマン トリガーハーピー
声 - 池水通洋
第27話から登場。スーパージェットに変形。銃声を聞くのが何よりも好き。パートナーはブロウパイプで、エアーキャノンに変形する。
迎撃兵 ミスファイヤー
声 - 西村知道
第27話から登場。エアージェットに変形。殺戮と破壊を嗜好するが、射撃は得意ではなく、無鉄砲な破壊を楽しんでいる。パートナーはエイムレスで、イオンブラスターに変形する。またブラスターも装備している。

#### シックスチェンジャー
忍者参謀シックスショット
声 - 池水通洋
ロボット・レーザーガン・オオカミ・ジェット機・バトルカー・タンクと6つの形態に変形できる忍者参謀。話し方も「拙者」、「～でござる」と忍者口調。年齢は人間で30～35歳くらい。戦闘に於いては常に単独行動を執り、本体を含め6体の分身を使っての撹乱戦法を得意とする。また、各分身も個別にトランスフォーム可能。武器は2丁のレーザー砲と手裏剣。
元は宇宙の流れ者だったが、デストロンに協力し地球のダイノベースの指揮を執る。過去のエネルギーギャングをしていた時にクロームドームの親友であるアベルを殺害し、非情にももう一人の親友ジャックを手駒にしてその命も奪う。7番目の形態ウイングウルフにてウルトラマグナスも倒したため、クロームドームやダニエルから仇として憎まれるなど無慈悲で残虐な心の持ち主だが、子供には優しい一面もあり、ダニエルとダイラ星に漂流した際に親交を深め、最後には恩讐を越えた友情で結ばれる。メガザラックに抹殺されそうになったこともあってデストロンを去り、その後は影からダニエルを激励している。孤高の一匹狼的存在。
CMでは、「君は、シックスショットを、六つに変えられるか!?トランスフォームの謎を、いくつ解けるか!?」と煽っており、さらにマニュアルに封印がなされていた。

#### クローントロン
第23話から登場。同型のロボット2体がそれぞれ違うメカに変形する。クローンボットとは仲間だったが、彼らと決別としてデストロンの仲間になった。終盤においてシックスショットの尋問により、メガザラックの計画を話してしまい、その後破壊されたが、最終回では再び登場している。
地上兵士 パウンス
声 - 江原正士
ジャガーに変形。ミサイルランチャーが武器。
空中兵士 ウイングスパン
声 - 大塚芳忠
コンドルに変形。ブレストライフルが武器。

#### ツーインワン
第29話から登場。メガザラックの忠実な親衛隊。2つのメカに分離する。玩具カタログではダブルトロン。
合体攻撃兵 バトルトラップ
声 - 掛川裕彦
分離・合体が自在で戦闘能力は高く、戦況を変えてしまうほどである。ヘリコプターと4WDに分離。ミサイルランチャーが武器。
合体戦闘兵 フライホイール
声 - 佐藤浩之
相棒のバトルトラップと共に重要な任務に従事している。ステルス機と戦車に分離。敵を翻弄する瞬間加速も可能。レーザーキャノンが武器。

#### 前作より登場するキャラクター（デストロン）
新破壊大帝ガルバトロン
声 - 加藤精三
デストロンの破壊大帝で、ユニクロンによって強化された前々作の破壊大帝メガトロン。レーザーガンと移動砲台に変形。前作に比べて凶暴な面は幾分なりを潜めた。セイバートロン星爆発後の行方不明となった期間に、事実上、スコルポノック（後の恐怖大帝メガザラック）にデストロンの主導権を奪われてしまう。その後再びトップに就くも、南極でのクロームドームたちとの戦闘で行方不明となってしまった。メガトロンとして総集編である第36話のナレーションも担当。
グランドガルバトロン
ガルバトロン自身が地球をボディとすることで、絶対的な宇宙の支配者となるべくした恐るべき計画。想像図のみが登場し、その姿は機械に改造された地球に顔と手足が生えた姿である。実現には多くの優秀なデストロン兵士の犠牲が必要であり、部下たちの信頼を失わせるきっかけとなった。
航空参謀サイクロナス
声 - 西村知道
デストロンの航空参謀で、ユニクロンによってスカイワープ（またはボンブシェル）を母体に作られた。ガルバトロンに忠実な右腕の筈だったが、今作では前作の知的な一面は失われ、ゴマスリや腑抜けた面が目立つコミカルキャラになっており、サウンドブラスターからは二軍扱いされる始末である。ヘッドマスターやシックスショットといった新興勢力や、サウンドブラスターによりデストロンNo.2の座を追い落とされ、真面目に戦う気も無く、ガルバトロンへの忠誠心も薄れスコルポノックに取り入ろうともした。オリジナルデザインの戦闘機に変形。
スウィープス参謀スカージ
声 - 佐藤正治
サイクロナスの率いる親衛隊「スウィープス」のリーダー。サイクロナスと同様に中核の座を追い落とされてしまった。本作品ではサイクロナスとよくコンビを組んで登場し、やはり、コミカルキャラとなった。ホバークラフト型宇宙船に変形。
ダイノベース ダイナザウラー
声 - 平野正人
デストロンのダイノベース。本作品では飛行が可能になり、シックスショットの指揮の下で暴れる。ウィーリーの作戦に引っかかってやられるなど、知能の低さは相変わらず。移動基地から巨大恐竜に変形する。
自我を持ったトランスフォーマーだが、本作品では第8話にてサイクロナスとスカージが乗り込み操縦する場面も見られた。
情報参謀サウンドウェーブ（第4話からサウンドブラスター）
声 - 政宗一成（ナレーションも兼任）
カセットロンのリーダー。詳細はカセットロンを参照。
カセットロン部隊
サウンドウェーブ（サウンドブラスター）の胸のケースに収納される、カセットテープから変形する小型ロボットの部下。詳細はカセットロンを参照。
トリプルトロン部隊
3つの形態に変形できるデストロン兵士たち。詳細はトリプルトロンを参照。
ビルドロン部隊
全員が建設車両に変形する。6体が合体してデバスターになる。詳細はビルドロンを参照。
スタントロン部隊
全員が地球上の民間車両に変形する。5体が合体してメナゾールになる。詳細はスタントロンを参照。
コンバットロン部隊
全員が軍用機に変形する。5体が合体してブルーティカスになる。詳細はコンバットロンを参照。
アニマトロン部隊
全員が地球上の野獣型のロボットに変形する。5体が合体してプレダキングになる。詳細はアニマトロンを参照。
テラートロン部隊
全員が怪獣メカに変形する。5体が合体してオボミナスになる。詳細はテラートロンを参照。

### 地球人
ダニエル
声 - 鈴木富子 （次回予告ナレーションも兼任）
『ザ・ムービー』から登場したスパイクとカーリーの息子で、本作品では人間側の主人公として活躍。ウィリーと仲が良く、いつも一緒に行動する。好奇心旺盛ながらも、臆病な性格だったが、次第に一人前の戦士として成長し、物語中盤より専用の銃であるチャレンジブラスター（形状はタカラ（現・タカラトミー）が発売したビデオチャレンジャー）を持つこともあった。
次回予告のナレーションも担当。決まり言葉は「さあ、みんなで、ヘッドオン！」
スパイク
声 - 江原正士
第1作目から登場する、サイバトロン戦士たちと重要な結びつきのある地球人の一人。地球人として中立の立場にある存在だが、サイバトロン戦士たちと行動を共にする勇敢さは健在である。
カーリー
声 - 小宮和枝
スパイクと同じく第1作目から登場する、サイバトロン戦士たちと重要な結びつきのある地球人の一人。息子、ダニエルの成長を温かく見守っている。

#### ゲストキャラクター
ポリス
声 - 難波圭一
第13話に登場。サンフランシスコに現れた巨大植物ブリダンカが現れた際に出動。ヘリコプターで応戦したり人々を避難させた。
ダフナ
第20話に登場。二つの星が隣接する星惑星ツインスターの防衛隊長。サイバトロンとデストロンの戦いの状況を見守り、政府首脳陣の決定をブレインストームに伝える。
クラン
声 - 江森浩子
第20話に登場。ツインスターの少年。地下都市に避難していた。
カール
声 - 広森信吾
第21話に登場。デストロンと手を組んだ権力者に支配されたダロス星の流刑者。サイバトロンに保護される。当初、ダニエルを人質にし、権力者と戦うためにマキシマスを乗っ取ろうとした。その後、サイバトロンと協力し、デストロンが撤退したことにより国のリーダーとなる。
パピカ
声 - 伊藤美紀
第22話に登場。人類と動物が共存する星パラダイス星に住む少女。デストロン襲撃のことを偵察に来たハイブロウに伝え、デストロンに捕らえられたハイブロウ救出にも尽力する。
ポロナス
第22話に登場。パラダイス星の村長。パピカの父である。
ガイド
声 - 掛川裕彦
第34話に登場。ヨーロッパ・アテネの古代遺跡を解説していた。

### ビーストフォーマー
恒温動物がサイバトロンに協力、変温動物がデストロン側である異星人。

#### サイバトロン（ビーストフォーマー）
デストロンに攫われ、地下工場に捕らえられた仲間たちを助けるために戦う反乱軍。
総司令官ホワイトレオ
声 - 難波圭一
王家の血を引く反乱軍のリーダー。顔がライオンに似ている。
副官ビッグセロウ
声 - 大塚芳忠
顔がカモシカに似ている。戦闘での指揮を執る。
陸上参謀ゴールダー
声 - 山口健
顔が虎に似ている。使者に志願しようとしていた。
空中戦士フライキック
顔が鳥に似ている。
輸送戦士エレファン
顔が象に似ている。
山林戦士バトルベア
顔が熊に似ている。
偵察戦士ビーフォックス
顔が狐に似ている。
情報戦士イエロージラフ
顔がキリンに似ている。
特殊戦士ヘジホッグ
声 - 戸谷公次
顔がハリネズミに似ている。ビースト星からエクセルスーツを着て宇宙に出て、使者としてサイバトロンに助けを求めた。
連絡戦士ラビットキッド
声 - 掛川裕彦
顔が兎に似ている。ヘジホッグと共にサイバトロンに助けを求めた。
名誉戦士プラチナタイガー
声 - 池水通洋
顔がサーベルタイガーに似ている。玩具ストーリーによるとアリゲトロンの仕掛けたホログラフィ・ミラーに閉じ込めたと設定され、ホワイトレオの持っているミラーから彼をサポートした。
子猿
声 - 柴田由美子
テクナ
声 - 佐藤正治
第21話に登場。メガザラックの秘密を知る老人。顔が犬に似ている。

#### デストロン（ビーストフォーマー）
デストロンに手を貸した、ビーストフォーマーたち。
総統アリゲトロン
声 - 沢木郁也
デストロンについたビーストフォーマーのリーダー格。顔がワニに似ている。
偵察破壊兵スネークボム
声 - 田中亮一
顔が蛇に似ている。腕も蛇の頭部。双眼鏡を片手に偵察に活躍。ロディマスとも戦うが、ガルバトロンの攻撃の巻き添えを受ける。
水中攻撃兵ドリルフロッグ
声 - 掛川裕彦
顔がカエルに似ている。地下工場で看視をしていた。
空陸兵士デビルバット
顔が蝙蝠に似ている。作中同族が登場している。
参謀キラーフィッシュ
顔が魚に似ている。川に潜み、ダニエルとウィーリーを捕らえた。

### その他
ジャンキオン指揮官レックガー
声 - 田中亮一
『ザ・ムービー』よりサイバトロンと親交のある超ロボット生命体、ジャンキオン族のリーダー。オートバイに変形。本作品では第1話のみの登場。デストロン襲来を伝えた。

## スタッフ
- プロデューサー - 佐藤博久（株式会社タカラ）、横山賢二、吉田竜也（東映動画）※所属社名（　　　）はノン・クレジット
- 企画 - 中野隆幸
- 原案 - 金田益美（連載誌 - 『テレビマガジン』、『たのしい幼稚園』、『おともだち』、『コミックボンボン』）
- シリーズ構成 - 藤川桂介
- 音楽 - 石田勝範
- 製作担当 - 目黒宏（東映動画）
- 美術デザイン・美術 - 丸森俊昭
- シリーズディレクター - 佐々木勝利
- 日本テレビプロデューサー - 清水篤
- キャラクターデザイン - まがみばん
- オーディオディレクター - 小松亘弘
- 編集 - 花井正明
- 録音 - 市川修
- 音響効果 - 横山正和（E&M）
- 選曲 - 宮下滋
- 現像 - 東映化学
- 制作 - 株式会社タカラ、東映（東映動画）、コスモプロモーション（36、37話）

## 主題歌・挿入歌
オープニングテーマ - 「ザ・ヘッドマスターズ」
作詞 - 山川啓介 / 作曲 - 根岸孝旨 / 編曲 - 石田勝範 / 歌 - 影山ヒロノブ
第17話よりタカラ（現・タカラトミー）が発売した玩具・ビデオチャレンジャーとのタイアップのため、デストロンに点滅処理がなされていた。
エンディングテーマ - 「君はトランスフォーマー」（第1- 35、38話）
作詞 - 山川啓介 / 作曲 - 根岸孝旨 / 編曲 - 石田勝範 / 歌 - 影山ヒロノブ
第36、37話のEDには戦え!超ロボット生命体トランスフォーマーの原語版OPが使用された。
挿入歌
「立て! 怒りのヘッドマスター」（第24、26、28、32話）
作詞 - 浦川しのぶ / 作曲 - 根岸孝旨 / 編曲 - 石田勝範 / 歌 - 影山ヒロノブ
「デストロン讃歌」（第27、29話）
作詞 - 山川啓介 / 作曲 - 根岸孝旨 / 編曲 - 石田勝範 / 歌 - 影山ヒロノブ
本編未使用曲
「僕等のヘッドマスター」
作詞 - 藤川桂介 / 作曲 - 根岸孝旨 / 編曲 - 石田勝範 / 歌 - こおろぎ'73、森の木児童合唱団
「TRANSFORM!」
作詞 - 山川啓介 / 作曲 - 池毅 / 編曲 - 石田勝範 / 歌 - 影山ヒロノブ
「臆病者同盟」
作詞 - 藤川桂介 / 作曲 - 根岸孝旨 / 編曲 - 石田勝範 / 歌 - 影山ヒロノブ
「戦士の休息」
作詞 - 山川啓介 / 作曲 - 根岸孝旨 / 編曲 - 石田勝範 / 歌 - 影山ヒロノブ
「宇宙には国境がない」
作詞 - 藤川桂介 / 作曲 - 根岸孝旨 / 編曲 - 石田勝範 / 歌 - 影山ヒロノブ
「宇宙に架ける虹」
作詞 - 山川啓介 / 作曲 - 池毅 / 編曲 - 石田勝範 / 歌 - 影山ヒロノブ、野口郁子

## 放送リスト
36-38話は関東未放映。36-38話はDVD・LD - BOX未収録。
2006年10月から2007年2月まで、東映チャンネルの「スーパーロボット列伝」にてニューマスター版で再放送された。
| 話数 | サブタイトル                               | 脚本             | 演出              | 作画監督 | 放送日         |
| ---- | ------------------------------------------ | ---------------- | ----------------- | -------- | -------------- |
| 1    | 空から来た四人の戦士                       | 藤川桂介         | 佐々木勝利        | 大島城次 | 1987年 7月3日  |
| 2    | マスター星の謎                             | 安藤豊弘         | 吉沢孝男          | 三井洋一 | 7月10日        |
| 3    | 夢のダブルコンボイ誕生                     | 荒木芳久         | 伊藤政雄          | 林和男   | 7月17日        |
| 4    | カセット大作戦                             | 安藤豊弘         | 松浦錠平          | 三井洋一 | 7月24日        |
| 5    | ビースト星の反乱                           | 荒木芳久         | 生頼昭憲          | 林和男   | 7月31日        |
| 6    | 悪魔の隕石接近                             | 藤川桂介         | 佐々木勝利        | 林和男   | 8月7日         |
| 7    | 四百万年・謎のベール                       | 荒木芳久         | 生頼昭憲          | 金田一郎 | 8月28日        |
| 8    | 恐怖！六ツの影                             | 安藤豊弘         | 伊藤政雄          | 金子順   | 9月4日         |
| 9    | セイバートロン星危機一髪 （前編）          | 荒木芳久         | 松浦錠平          | 大森英敏 | 9月4日         |
| 10   | セイバートロン星危機一髪 （後編）          | 荒木芳久         | 佐々木勝利        | 林和男   | 9月11日        |
| 11   | 影の大帝スコルポノック                     | 安藤豊弘         | 伊藤政雄          | 林和男   | 9月18日        |
| 12   | 謎の休火山大噴火                           | 安藤豊弘         | 生頼昭憲          | 大島城次 | 9月25日        |
| 13   | ヘッドオン!! フォートレスマキシマス        | 荒木芳久         | 佐々木勝利        | 上村栄司 | 10月2日        |
| 14   | 火星爆破!! 危うしマキシマス                | 安藤豊弘         | 松浦錠平          | 八幡正   | 10月9日        |
| 15   | 火星爆破!! 出現メガザラック                | 安藤豊弘         | 生頼昭憲          | 林和男   | 10月16日       |
| 16   | 帰って来た不死身の帝王                     | 荒木芳久         | 吉沢孝男          | 三井洋一 | 11月20日       |
| 17   | 惑星サンドラSOS                            | 荒木芳久         | 佐々木勝利        | 上村栄司 | 11月27日       |
| 18   | ダニエル史上最大のピンチ!!                 | 安藤豊弘         | 吉沢孝男          | 八幡正   | 12月4日        |
| 19   | 蜂の巣惑星を死守せよ!!                     | 安藤豊弘         | 松浦錠平 白旗伸郎 | 中尾正樹 | 12月11日       |
| 20   | 見せかけ星の攻防戦                         | 荒木芳久         | 生頼昭憲          | 三井洋一 | 12月18日       |
| 21   | メガザラックの弱点をあばけ!!               | 安藤豊弘         | 吉沢孝男          | 林和男   | 12月18日       |
| 22   | 友情のヘッドフォーメーション               | 荒木芳久         | 佐々木勝利        | 上村栄司 | 12月18日       |
| 23   | 宇宙海賊船の謎                             | 安藤豊弘         | 松浦錠平          | 八幡正   | 12月25日       |
| 24   | ウルトラマグナス死す!!                     | 荒木芳久         | 白旗伸郎          | 中尾正樹 | 1988年 1月22日 |
| 25   | 氷山に消えた破壊大帝                       | 荒木芳久         | 生頼昭憲          | 林和男   | 1月29日        |
| 26   | 地球に賭けるこの命                         | 安藤豊弘         | 佐々木勝利        | 上村栄司 | 2月5日         |
| 27   | 奇跡の戦士ターゲットマスター （前編）      | 荒木芳久         | 伊藤政雄 北爪史示 | 管沼栄治 | 2月12日        |
| 28   | 奇跡の戦士ターゲットマスター （後編）      | 安藤豊弘         | 吉沢孝男          | 八幡正   | 2月19日        |
| 29   | 危うしマスターソード!!                     | 安藤豊弘         | 白旗伸郎          | 中尾正樹 | 2月26日        |
| 30   | ザラックシールド攻防戦                     | 荒木芳久         | 松浦錠平          | 林和男   | 3月4日         |
| 31   | デストロン全滅作戦                         | 荒木芳久         | 佐々木勝利        | 上村栄司 | 3月11日        |
| 32   | わが友シックスショット！                   | 安藤豊弘         | 伊藤政雄 北爪史示 | 管沼栄治 | 3月18日        |
| 33   | アステロイドの決闘                         | 安藤豊弘         | 生頼昭憲          | 八幡正   | 3月25日        |
| 34   | 最後の地球大決戦 （前編）                  | 荒木芳久         | 白旗伸郎          | 中尾正樹 | 3月25日        |
| 35   | 最後の地球大決戦 （後編）                  | 荒木芳久         | 佐々木勝利        | 上村栄司 | 3月28日        |
| 36   | 英雄伝説コンボイVSメガトロン（総集編）     | 金田益実（構成） | 田島荘三          | -        | 未放映         |
| 37   | 英雄伝説2010ウォーズ（総集編）             | 金田益実（構成） | 田島荘三          | -        | 未放映         |
| 38   | 英雄伝説ヘッドオン！マスター戦士（総集編） | 金田益実（構成） | 佐々木勝利        | -        | 未放映         |

## 放送局
※放送日時は1988年2月中旬 - 3月上旬時点、放送系列は放送当時のものとする。
| 放送地域       | 放送局         | 放送系列                                     | 放送日時                                            | 備考                    |
| -------------- | -------------- | -------------------------------------------- | --------------------------------------------------- | ----------------------- |
| 関東広域圏     | 日本テレビ     | 日本テレビ系列                               | 金曜 17:00 - 17:30                                  | 制作局                  |
| 北海道         | 北海道テレビ   | テレビ朝日系列                               | 金曜 17:00 - 17:30                                  |                         |
| 新潟県         | テレビ新潟     | 日本テレビ系列                               | 金曜 17:00 - 17:30                                  |                         |
| 近畿広域圏     | 読売テレビ     | 日本テレビ系列                               | 金曜 17:00 - 17:30                                  |                         |
| 青森県         | 青森テレビ     | TBS系列                                      | 木曜 16:30 - 17:00                                  |                         |
| 岩手県         | テレビ岩手     | 日本テレビ系列                               | 日曜 7:45 - 8:15                                    |                         |
| 宮城県         | ミヤギテレビ   | 日本テレビ系列                               | 水曜 17:00 - 17:30                                  |                         |
| 秋田県         | 秋田放送       | 日本テレビ系列                               | 日曜 10:30 - 11:00                                  |                         |
| 山形県         | 山形テレビ     | フジテレビ系列                               | 月曜 16:30 - 17:00                                  |                         |
| 福島県         | 福島中央テレビ | 日本テレビ系列                               | 金曜 17:30 - 18:00                                  |                         |
| 山梨県         | テレビ山梨     | TBS系列                                      | 水曜 16:25 - 16:55                                  |                         |
| 長野県         | 信越放送       | TBS系列                                      | 金曜 17:30 - 18:00                                  |                         |
| 静岡県         | 静岡第一テレビ | 日本テレビ系列                               | 日曜 8:30 - 9:00                                    |                         |
| 富山県         | 富山テレビ     | フジテレビ系列                               | 火曜 16:25 - 16:55                                  |                         |
| 石川県         | 石川テレビ     | フジテレビ系列                               | 木曜 16:10 - 16:40 木曜 17:30 - 18:00（最終回時点） | 1988年3月24日まで放送。 |
| 福井県         | 福井テレビ     | フジテレビ系列                               | 金曜 16:30 - 17:00                                  |                         |
| 中京広域圏     | 中京テレビ     | 日本テレビ系列                               | 木曜 17:00 - 17:30                                  |                         |
| 鳥取県・島根県 | 日本海テレビ   | 日本テレビ系列                               | 木曜 17:00 - 17:30                                  |                         |
| 広島県         | 広島テレビ     | 日本テレビ系列                               | 日曜 8:30 - 9:00                                    |                         |
| 山口県         | テレビ山口     | TBS系列                                      | 木曜 17:00 - 17:30                                  |                         |
| 香川県・岡山県 | 西日本放送     | 日本テレビ系列                               | 水曜 17:00 - 17:30                                  |                         |
| 愛媛県         | 愛媛放送       | フジテレビ系列                               | 金曜 7:30 - 8:00                                    | 現：テレビ愛媛。        |
| 高知県         | 高知放送       | 日本テレビ系列                               | 木曜 16:30 - 17:00                                  |                         |
| 福岡県         | 福岡放送       | 日本テレビ系列                               | 土曜 8:00 - 8:30                                    |                         |
| 佐賀県         | サガテレビ     | フジテレビ系列                               | 金曜 16:28 - 16:58                                  |                         |
| 長崎県         | 長崎放送       | TBS系列                                      | 火曜 17:20 - 17:50                                  |                         |
| 熊本県         | 熊本県民テレビ | 日本テレビ系列                               | 木曜 17:00 - 17:30                                  |                         |
| 大分県         | テレビ大分     | フジテレビ系列 日本テレビ系列 テレビ朝日系列 | 木曜 16:00 - 16:30                                  |                         |
| 宮崎県         | テレビ宮崎     | フジテレビ系列 日本テレビ系列 テレビ朝日系列 | 金曜 7:30 - 8:00                                    |                         |
| 鹿児島県       | 鹿児島テレビ   | フジテレビ系列 日本テレビ系列                | 火曜 16:30 - 17:00                                  |                         |
| 沖縄県         | 沖縄テレビ     | フジテレビ系列                               | 木曜 16:30 - 17:00                                  |                         |

## 映像ソフト化
- VHS
  - 戦え!超ロボット生命体トランスフォーマー 英雄伝説編（タカラ）

1988年ごろに玩具付属のロボットポイントによる通信販売限定で発売。第36 - 38話を収録。
- LD
  - トランスフォーマー ザ☆ヘッドマスターズ セット（タカラ）

1996年に通信販売限定で発売。
- DVD
  - トランスフォーマー ザ☆ヘッドマスターズ DVD-BOX（パイオニアLDC）

2002年8月23日発売。
  - トランスフォーマー ザ☆ヘッドマスターズ DVD-SET（NBCユニバーサル・エンターテイメント）

2014年11月27日発売。

## 玩具展開
海外で先に発売されたものをテックスペックなどを変更して発売。ヘッドマスターを中心に、本作品ではファイヤーボット、ツーインワンなどギミックに富んだ商品が多い。日本オリジナル商品としてトレインボット、マスター戦士なども発売された。
当初の企画とのスケジュールの変更もあったため、玩具ナンバーに多くの欠番が見られ、他にもカセットボット・カセットロンなどナンバーが一新されたにもかかわらず未発売になるケースも見られた。
商業記録では10,000円を超える大型商品フォートレスマキシマスのヒットにより、トランスフォーマーの初期の5作品の中では一番の売り上げを記録した。

## 小説
トランスフォーマー ザ・ヘッドマスターズ 夢戦争
1987年6月25日に角川文庫より刊行。アニメの第1～3・5・6・9・10・13～16・18話を原型としたストーリーである。小説独自の設定として、TFは鋼鉄で外皮を覆われた超生命体とされる。地球人であるダニエル視点の物語となっており、テレビでは描かれなかった部分の説明や、ロディマスおよびガルバトロン、ヘッドマスターらのセイバートロン星への考え方の違いなど明確に描写されている。

## ゲーム
トランスフォーマー ザ・ヘッドマスターズ
1987年8月28日タカラより発売。ファミリーコンピュータ ディスクシステム対応ソフト。シューティングゲーム。

## 備考
- 当初、タカラから「人間キャラは全く出さなくていい」と言われたが、シリーズ構成の藤川が「せめて子供を出したい」と提案[57]、そのためダニエルがメインに置かれている。
- ターゲットマスターは当初、第1話から登場する予定だったが、商品の関係から終盤に回された。また第1作に登場するキャラクター、チップも第1話のみ登場が考えられていた[22]。
- 2010キャラの降板やセイバートロン星の爆破はスポンサーの意向に沿って、展開されたストーリーである[58]。
- 最終回では「ロディマスコンボイの帰還」「フォートレスマキシマスがセイバートロン星にヘッドオン。黄金に輝く姿で突撃する」などの別案も存在していた[59]。